# Lobaegis arista
Lobaegis arista là một loài tò vò trong họ Ichneumonidae.